# 静居寺 (島田市)
静居寺（じょうこじ）は、静岡県島田市にある曹洞宗の寺院。山号は青原山。本尊は釈迦如来。

## 沿革
永正7年（1510年）に、賢仲繁哲により開かれた。現存する惣門は17世紀に作られ、京都より移築されたとされる。
1999年に伽藍が静岡県の文化財に指定された。

## 特徴
境内の参道脇にはボタンが植えられており、「ボタンの名所」とされる。